# ケプラー (小惑星)
ケプラー (1134 Kepler) は火星横断小惑星。1929年9月25日にマックス・ヴォルフが発見し、ケプラーの法則などで有名な天文学者ヨハネス・ケプラーから名付けられた。